# 폴 포지션

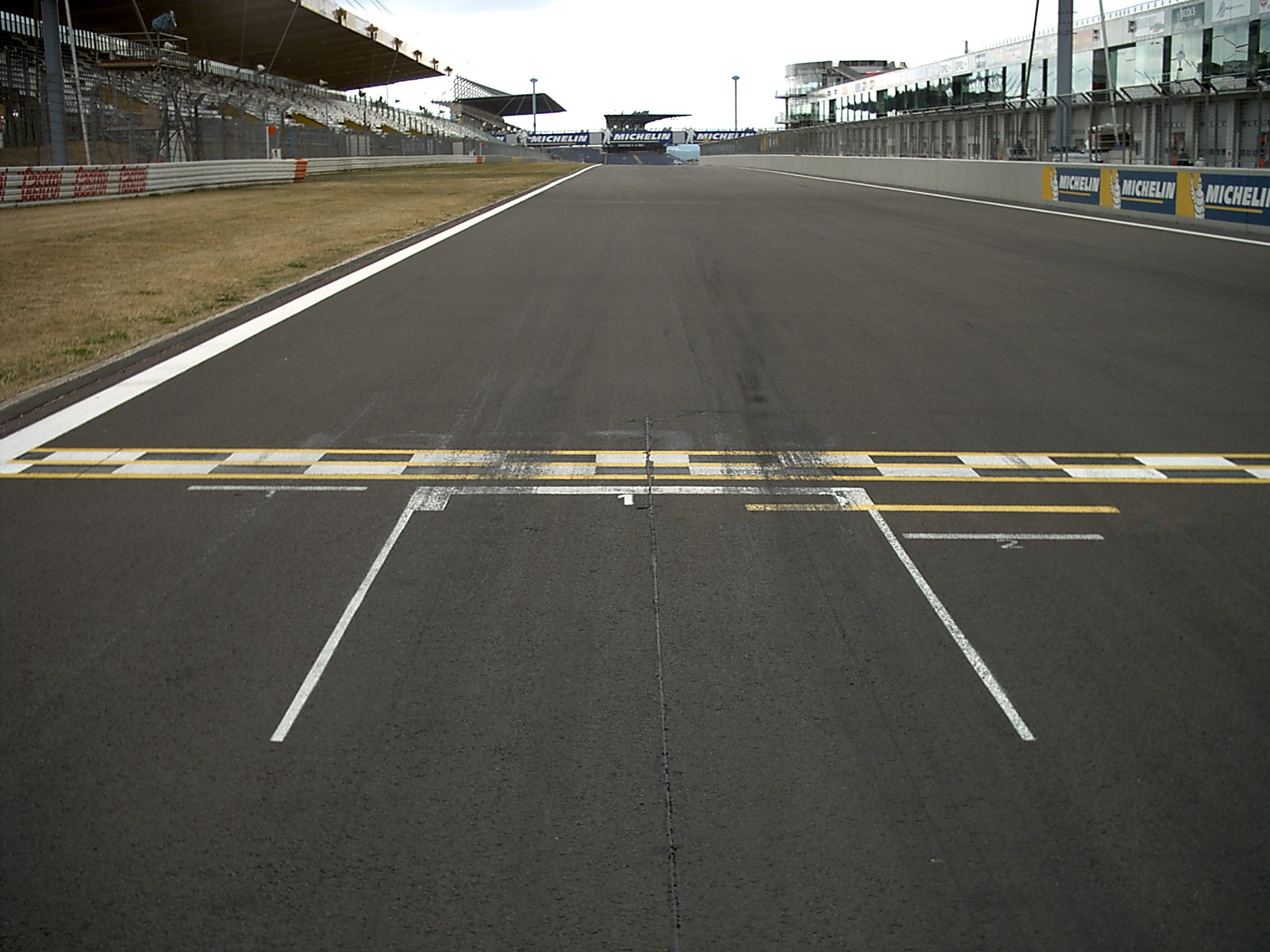
독일 뉘르부르크링의 폴 포지션 마크.

폴 포지션(pole position)은 모터스포츠에 쓰이는 용어로, 출발선 맨 앞에 있는 운전자 및 차량 위치를 가리킨다. 폴 포지션은 일반적으로 레이스 전 트라이얼에서 가장 좋은 예선 시간을 기록한 드라이버가 획득하지만, 폴 포지션은 통계적으로 첫 번째 위치에서 시작하는 드라이버에게 부여되므로 페널티는 두 번째로 빠른 드라이버에게 부여될 수 있다. 1위 자격을 갖춘 드라이버는 폴 시터(pole-sitter)라고도 한다. 폴 포지션은 "스타팅 그리드의 앞쪽에서" 레이스를 시작한다. 이는 폴 포지션의 드라이버에게 다른 모든 드라이버보다 먼저 출발할 수 있는 특권을 제공한다.
그리드 포지션(grid position)은 일반적으로 경주 전 예선 세션에 의해 결정된다. 여기서 경주 참가자는 1위 그리드 슬롯으로 올라가기 위해 경쟁하고, 가장 빠른 예선 시간을 기록한 드라이버, 조종사 또는 라이더는 1위 그리드 슬롯의 이점을 얻는다(예: 폴 포지션) 레이스 시작을 위해 다른 모든 차량보다 앞서게 된다. 역사적으로 가장 빠른 예선은 반드시 지정된 폴 시터가 아니었다. 모터 스포츠의 다양한 승인 기관은 폴 포지션에서 출발하는 사람을 지정하는 데 있어 다양한 자격 부여 형식을 사용한다. 종종 스타팅 그리드는 챔피언십의 현재 순위나 이전 레이스의 최종 위치를 기준으로 파생된다. 여러 번의 자격 시도가 며칠에 걸쳐 진행된 특히 중요한 이벤트에서는 자격 결과가 분할되거나 시차를 두고, 드라이버가 자격을 얻은 세션이나 드라이버가 자격 시간을 설정한 특정 날짜를 기준으로 첫날 자격을 얻은 드라이버만 폴 포지션 자격을 얻었다. 일부 경주 프로모터 또는 승인 기관은 엔터테인먼트 가치(예: 무리 경주, 인위적으로 추월을 자극하기 위해)를 위해 출발 그리드를 반전시키는 경우 가장 느린 예선이 폴 시터로 지정된다.
경주 참가자만이 폴 시터로 지정되는 현대 모터스포츠와 달리, 제2차 세계 대전 이전에는 페이스카가 인디애나폴리스 500의 공식 폴 시터로 지정되었다.